# Secret Story - La casa de los secretos
Secret Story - La Casa de los Secretos est un programme de télé-réalité produit par Zeppelin TV pour Telecinco. Elle est l'adaptation espagnole de l'émission de télé-réalité française Secret Story.

## Concept
Un groupe d'individus (célèbres lors de la première saison, anonymes lors de la deuxième) doit cohabiter au sein d'une maison, filmés par des caméras et microphones 24h/24. Les candidats sont isolés du monde extérieur et ne peuvent obtenir de contact de leur proche (hors privilèges attribués lors de récompenses). Les participants ont toutefois une mission à accomplir lors de cette aventure : conserver un secret jusqu'à la fin de l'émission et tenter de débusquer les secrets de leurs concurrents. Le gagnant remportera la somme de 50 000 euros.

### Sala de confesiones
Chaque candidat dispose d'une sphère représentant sa cagnotte. Dès qu'un des candidats pense avoir trouvé le secret d'un autre habitant, il doit le buzzer au sein de la sala de confesiones et dévoiler son intitulé à la señora de la casa. Le candidat doit parier sa sphère avec la personne dont il pense avoir trouvé le secret. Une confrontation à lieu entre les deux protagonistes pour déterminer s'il s'agit du bon secret, à l'issue de cet entretien, le candidat est libre de maintenir son affirmation ou non. S'il a trouvé le bon secret, le candidat remporte la sphère de l'autre candidat, sinon il perd sa sphère au profit de l'autre candidat.

### La señora de la casa
La señora de la casa (Maîtresse de la maison) est un personnage invisible dans cette émission. Son rôle est assimilable à celui de la Voix dans les versions française et portugaise. Le personnage impose les règles que doivent respecter les habitants dans la maison sous peine d'être pénalisés. Tout au long de l'aventure, la señora peut intervenir auprès des candidats à travers un téléphone afin de leur accorder des privilèges ou des désavantages pour la suite de l'aventure (vote supplémentaire, immunité, nomination d'office...). La señora peut également attribuer des missions aux candidats afin que ces derniers puissent obtenir des indices sur les secrets d'autres habitants.

### Nominations et éliminations
Chaque semaine, les candidats sont invités à soumettre le nom des candidats qu'ils souhaitent voir partir de l'aventure. Les candidats ayant été les plus nommés sont les nommés de la semaine et soumis au vote du public. Le jeudi soir, l'un d'entre eux est éliminé et doit quitter la maison.

## Production
En juillet 2021, Mediaset España annonce l'arrivée de Secret Story pour le mois de septembre. Néanmoins, sous une version atypique des versions déjà diffusées dans le monde, car elle ne verra pas des candidats anonymes s'affronter au sein de la maison mais des célébrités. L'arrivée de ce nouveau concept conduit la chaîne Telecinco a repoussé la diffusion de la huitième saison de Gran Hermano VIP pour 2022 initialement prévue pour septembre 2021.

## Présentateurs
En août 2021, la production annonce à travers différentes promotions que Jorge Javier Vázquez serait l'animateur du gala du jeudi, le prime d'élimination ; tandis que Jordi González et Carlos Sobera seraient responsables des émissions dérivées Secret Story : La noches de los secretos, l'émission de débat du dimanche et Secret Story : Cuenta atrás, une autre émission de gala diffusée le mardi. La production annonce que l'animatrice Lara Álvarez rejoint l'équipe pour une présentation des quotidiennes du lundi et mercredi.

## Saison 1 (2021)

### no Candidats
| 1  | Emmy Russ          | 22 ans | Hambourg, Allemagne     | Mannequin et candidate à différentes téléréalités | 9 septembre 2021  | 23 décembre 2021  |
| 2  | Cristina Porta     | 31 ans | Lérida, Espagne         | Journaliste sportive                              | 9 septembre 2021  | 23 décembre 2021  |
| 3  | Jesús Oviedo       | 22 ans | Séville, Espagne        | Chanteurs du groupe Gemeliers                     | 9 septembre 2021  | 23 décembre 2021  |
| 3  | Daniel Oviedo      | 22 ans | Séville, Espagne        | Chanteurs du groupe Gemeliers                     | 9 septembre 2021  | 23 décembre 2021  |
| 4  | Luis Rollán        | 45 ans | Séville, Espagne        | Acteur et Chroniqueur                             | 9 septembre 2021  | 21 décembre 2021  |
| 5  | Sandra Pica        | 23 ans | Barcelone, Espagne      | Candidate à La isla de las tentaciones            | 9 septembre 2021  | 16 décembre 2021  |
| 6  | Julen de la Guerra | 25 ans | Madrid, Espagne         | Candidat à Mujeres y hombres y viceversa          | 9 septembre 2021  | 9 décembre 2021   |
| 7  | Miguel Frigenti    | 34 ans | Tolède, Espagne         | Journaliste et chroniqueur                        | 9 septembre 2021  | 21 octobre 2021   |
| 7  | Miguel Frigenti    | 34 ans | Tolède, Espagne         | Journaliste et chroniqueur                        | 9 novembre 2021   | 2 décembre 2021   |
| 8  | Adara Molinero     | 27 ans | Madrid, Espagne         | Candidate à Gran Hermano 17                       | 28 septembre 2021 | 4 novembre 2021   |
| 8  | Adara Molinero     | 27 ans | Madrid, Espagne         | Candidate à Gran Hermano 17                       | 9 novembre 2021   | 25 novembre 2021  |
| 9  | Isabel Rábago      | 46 ans | La Corogne, Espagne     | Journaliste                                       | 9 septembre 2021  | 11 novembre 2021  |
| 10 | Cynthia Martínez   | 34 ans | Barcelone, Espagne      | Mannequin et actrice                              | 9 septembre 2021  | 18 novembre 2021  |
| 11 | Canales Rivera     | 47 ans | Cadix, Espagne          | Torero et neveu de Paquirri                       | 9 septembre 2021  | 28 octobre 2021   |
| 12 | Lucía Pariente     | 58 ans | Ávila, Espagne          | Mère de Alba Carrillo                             | 9 septembre 2021  | 21 octobre 2021   |
| 12 | Lucía Pariente     | 58 ans | Ávila, Espagne          | Mère de Alba Carrillo                             | 9 novembre 2021   | 11 novembre 2021  |
| 13 | Luca Onestini      | 28 ans | Italie                  | Frère de Gianmarco Onestini                       | 9 septembre 2021  | 14 octobre 2021   |
| 14 | Fiama Rodríguez    | 28 ans | Las Palmas, Espagne     | Candidate à La isla de las tentaciones            | 9 septembre 2021  | 7 octobre 2021    |
| 15 | Sofía Cristo       | 38 ans | Madrid, Espagne         | DJ et fille d'Ángel Cristo et Bárbara Rey         | 9 septembre 2021  | 28 septembre 2021 |
| 16 | Bigote Arrocet     | 71 ans | Buenos Aires, Argentine | Acteur et Humoriste                               | 9 septembre 2021  | 23 septembre 2021 |
| 17 | Chimo Bayo         | 59 ans | Valence, Espagne        | DJ à la Ruta Destroy                              | 9 septembre 2021  | 16 septembre 2021 |

Légende
|  |           |
|  | Gagnant   |
|  | Deuxième  |
|  | Éliminé   |
|  | Exclu     |
|  | Abandon   |
|  | Finaliste |

### Secrets
| Secrets                                                                 | Candidat                     | Découvert par                | Jour de découverte |
| ----------------------------------------------------------------------- | ---------------------------- | ---------------------------- | ------------------ |
| « Je suis l'amant d'un présentateur de télévision »                     | Luis Rollán                  | -                            | -                  |
| « Je vais hériter d'un marquisat »                                      | Jesús Oviedo & Daniel Oviedo | Luca Onestini                | 7 octobre 2021     |
| « J'ai eu une relation avec un joueur du Real Madrid »                  | Cynthia Martínez             | Non découvert                | 25 novembre 2021   |
| « Je vole les sous-vêtements de mes amant(e)s »                         | Fiama Rodríguez              | Non découvert                | 10 octobre 2021    |
| « Ma famille ne sait pas que je les ai arnaqués »                       | Lucía Pariente               | Non découvert                | 24 octobre 2021    |
| « J'ai perdu ma virginité avec une personne transexuelle »              | Canales Rivera               | Non découvert                | 31 octobre 2021    |
| « On m'a donné l'onction des malades »                                  | Miguel Frigenti              | Non découvert                | 3 octobre 2021     |
| « J'ai vécu dans un centre de mineurs car ma mère m'a abandonné »       | Emmy Russ                    | Non découvert                | 14 octobre 2021    |
| « Je voulais être religieuse et il m'a été proposé d'être escorte »     | Cristina Porta               | Lucía Pariente               | 5 octobre 2021     |
| « Je suis le frère de mon père »                                        | Bigote Arrocet               | Non découvert                | 23 septembre 2021  |
| « J'ai eu une liaison avec une femme mariée »                           | Sofía Cristo                 | Non découvert                | 3 octobre 2021     |
| « Dans ma jeunesse, on m'a surnommé Boule de suif à cause de ma jambe » | Sandra Pica                  | Jesús Oviedo & Daniel Oviedo | 6 octobre 2021     |
| « J'ai été à l'origine d'un miracle »                                   | Chimo Bayo                   | Non découvert                | 16 septembre 2021  |
| « J'ai une anomalie physique que j'appelle "the Warrior dolphin" »      | Julen de la Guerra           | Jesús Oviedo & Daniel Oviedo | 21 septembre 2021  |
| « Je suis devenu célèbre le jour de ma naissance »                      | Luca Onestini                | Isabel Rábago                | 9 novembre 2021    |
| « J'ai été membre de l'association "Las Kellys" »                       | Isabel Rábago                | Julen de la Guerra           | 18 novembre 2021   |
| « J'ai eu des relations sexuelles dans un funérarium »                  | Adara Molinero               | Non découvert                | 25 novembre 2021   |

### Tableau des éliminations
|            | Semaine 1               | Semaine 2                   | Semaine 3              | Semaine 4                   | Semaine 5                                | Semaine 6                                   | Semaine 7          | Semaine 8          | Semaine 9          | Semaine 10         | Semaine 11         | Semaine 12         | Semaine 13 Finale  | Semaine 13 Finale  |                    |
| ---------- | ----------------------- | --------------------------- | ---------------------- | --------------------------- | ---------------------------------------- | ------------------------------------------- | ------------------ | ------------------ | ------------------ | ------------------ | ------------------ | ------------------ | ------------------ | ------------------ | ------------------ |
| Privilèges | Julen                   | Julen                       | Cristina Miguel        | Julen                       | Canales                                  | Cristina Luca Gemeliers Lucia Julen Cynthia |                    |                    |                    |                    |                    |                    |                    |                    |                    |
|            |                         |                             |                        |                             |                                          |                                             |                    |                    |                    |                    |                    |                    |                    |                    |                    |
| Emmy       | Cristina Canales Bigote | Miguel Canales Bigote       | Miguel Canales Julen   | Cristina Luca Canales       | Adara Cristina Julen                     | Gagnante                                    | Gagnante           | Gagnante           | Gagnante           | Gagnante           | Gagnante           | Gagnante           | Gagnante           | Gagnante           |                    |
| Adara      | Pas dans la maison      | Pas dans la maison          | Pas dans la maison     | Immunisée                   | Cynthia Julen Lucía                      | Gemeliers Lucía Cynthia                     |                    |                    |                    |                    |                    |                    |                    |                    |                    |
| Canales    | Miguel Emmy Cynthia     | Miguel Fiama Sofía          | Miguel Cynthia Emmy    | Luca Cristina Emmy          | Cristina Adara Emmy                      | Adara Luca Lucia                            |                    |                    |                    |                    |                    |                    |                    |                    |                    |
| Cristina   | Emmy Sandra Fiama       | Sandra Fiama Lucía          | Sandra Lucía Cynthia   | Fiama Lucía Emmy            | Emmy Lucía Cynthia                       | Lucía (6) Canales Sandra Cynthia            |                    |                    |                    |                    |                    |                    |                    |                    |                    |
| Cynthia    | Chimo Canales Bigote    | Bigote Miguel Luca          | Miguel Canales Luca    | Luca Cristina Canales       | Adara Cristina Emmy                      | Adara (6) Adara Luca Sandra                 |                    |                    |                    |                    |                    |                    |                    |                    |                    |
| Gemeliers  | Emmy Chimo Bigote       | Bigote Sandra Lucía         | Miguel Emmy Luca       | Cristina Luca Emmy          | Emmy Adara Cristina                      | Adara (6) Adara Luca Luis                   |                    |                    |                    |                    |                    |                    |                    |                    |                    |
| Isabel     | Miguel Bigote Chimo     | Miguel Bigote Cristina      | Miguel Luca Canales    | Luca Cristina Canales       | Adara Emmy Cristina                      | Canales Lucia Adara                         |                    |                    |                    |                    |                    |                    |                    |                    |                    |
| Julen      | Emmy Cristina Bigote    | Emmy                        | Miguel Luca Cynthia    | Cristina Luca Isabel        | Cristina Adara Emmy                      | Luca (6) Luca Adara Isabel                  |                    |                    |                    |                    |                    |                    |                    |                    |                    |
| Luca       | Chimo Sandra Cynthia    | Isabel Lucía Sandra         | Sandra Lucía Sofía     | Fiama Lucía Emmy            | Sandra Lucía Gemeliers                   | Lucía (6) Canales Sandra Julen              |                    |                    |                    |                    |                    |                    |                    |                    |                    |
| Lucía      | Chimo Cristina Miguel   | Miguel Cristina Luca        | Miguel Luca Gemeliers  | Luca Cristina Gemeliers     | Adara Cristina Emmy                      | Luca (6) Luca Adara Cynthia                 |                    |                    |                    |                    |                    |                    |                    |                    |                    |
| Luis       | Bigote Emmy Chimo       | Cristina Bigote Miguel      | Miguel Cynthia Canales | Cristina Luca Fiama         | Emmy Cristina Cynthia                    | Cynthia Canales Lucía                       |                    |                    |                    |                    |                    |                    |                    |                    |                    |
| Sandra     | Cristina Bigote Chimo   | Cristina Miguel Bigote      | Miguel Luca Emmy       | Luca Cristina Canales       | Cristina Emmy Adara                      | Luca Adara Cynthia                          |                    |                    |                    |                    |                    |                    |                    |                    |                    |
| Fiama      | Cristina Chimo Miguel   | Cristina Canales Miguel     | Miguel Luca Cynthia    | Luca Cristina Luis          | Luca                                     | Éliminée (Jour 29)                          | Éliminée (Jour 29) | Éliminée (Jour 29) | Éliminée (Jour 29) | Éliminée (Jour 29) | Éliminée (Jour 29) | Éliminée (Jour 29) | Éliminée (Jour 29) | Éliminée (Jour 29) | Éliminée (Jour 29) |
| Miguel     | Isabel Canales Emmy     | Sandra Isabel Fiama         | Sandra Lucía Julen     | Eliminé (Jour 22)           | Eliminé (Jour 22)                        | Eliminé (Jour 22)                           | Eliminé (Jour 22)  | Eliminé (Jour 22)  | Eliminé (Jour 22)  | Eliminé (Jour 22)  | Eliminé (Jour 22)  | Eliminé (Jour 22)  | Eliminé (Jour 22)  | Eliminé (Jour 22)  |                    |
| Sofía      | Emmy Chimo Cristina     | Cristina Miguel Canales     | Miguel Luca Canales    | Exclue (Jour 20)            | Exclue (Jour 20)                         | Exclue (Jour 20)                            | Exclue (Jour 20)   | Exclue (Jour 20)   | Exclue (Jour 20)   | Exclue (Jour 20)   | Exclue (Jour 20)   | Exclue (Jour 20)   | Exclue (Jour 20)   | Exclue (Jour 20)   |                    |
| Bigote     | Sandra Cynthia Emmy     | Isabel Luis Cynthia         | Eliminé (Jour 15)      | Eliminé (Jour 15)           | Eliminé (Jour 15)                        | Eliminé (Jour 15)                           | Eliminé (Jour 15)  | Eliminé (Jour 15)  | Eliminé (Jour 15)  | Eliminé (Jour 15)  | Eliminé (Jour 15)  | Eliminé (Jour 15)  | Eliminé (Jour 15)  | Eliminé (Jour 15)  |                    |
| Chimo      | Luca Cynthia Fiama      | Eliminé (Jour 8)            | Eliminé (Jour 8)       | Eliminé (Jour 8)            | Eliminé (Jour 8)                         | Eliminé (Jour 8)                            | Eliminé (Jour 8)   | Eliminé (Jour 8)   | Eliminé (Jour 8)   | Eliminé (Jour 8)   | Eliminé (Jour 8)   | Eliminé (Jour 8)   | Eliminé (Jour 8)   | Eliminé (Jour 8)   |                    |
|            |                         |                             |                        |                             |                                          |                                             |                    |                    |                    |                    |                    |                    |                    |                    |                    |
| Notes      | 1                       | 2                           | 3                      | 4, 5, 6                     | 7, 8                                     |                                             |                    |                    |                    |                    |                    |                    |                    |                    |                    |
| Nommés     | Chimo Cristina Emmy     | Bigote Cristina Emmy Miguel | Luca Miguel Sandra     | Cristina Cynthia Fiama Luca | Adara Canales Cristina Cynthia Emmy Luca | Adara Luca Lucia Isabel                     |                    |                    |                    |                    |                    |                    |                    |                    |                    |
| Abandon    | aucun                   | aucun                       | aucun                  | aucun                       | aucun                                    | aucun                                       | aucun              | aucun              | aucun              | aucun              | aucun              | aucun              | aucun              | aucun              | aucun              |
| Exclu      | aucun                   | aucun                       | Sofía                  | aucun                       | aucun                                    | aucun                                       | aucun              | aucun              | aucun              | aucun              | aucun              | aucun              | aucun              | aucun              |                    |
| Éliminé    | Chimo                   | Bigote                      | Miguel                 | Fiama                       | Emmy                                     | Lucía                                       | Canales            | Adara              |                    |                    |                    |                    |                    |                    |                    |

 Ce candidat a directement été nommé d'office.
 Ce candidat est immunisé des nominations.
- [Note 1]
- [Note 2]
- [Note 3]
- [Note 4]
- [Note 5]
- [Note 6]
- [Note 7]
- [Note 8]

1. ↑  Julen répond au téléphone et remporte une immunité.
2. ↑  Julen répond au téléphone et remporte le pouvoir de nommer un candidat, il décide de nommer Emmy.
3. ↑  Cristina remporte une immunité via le vote du public.
4. ↑  Cynthia répond au téléphone et est nommée d'office.
5. ↑  Julen a remporté une immunité.
6. ↑  Adara étant une nouvelle candidate, elle a été immunisée.
7. ↑  Après avoir été éliminée, Fiama a obtenu le pouvoir de nommer d'office un candidat. Elle a décidé de nommer Luca.
8. ↑  Canales a remporté une immunité lors d'un jeu, cependant cela lui a été retiré après avoir découvert que Cynthia et lui ont triché lors du jeu. Ils ont donc été nommés d'office.

## Saison 2 (2022)
Après la première édition du programme, Mediaset España annonce que le programme est renouvelé pour une deuxième saison. La production annonce que le casting sera intégralement composé de candidats anonymes à la différence de la première édition du programme. Les candidats seront sélectionnés à travers un casting intitulé The Genuine. Cette nouvelle édition sera présentée par Carlos Sobera qui sera accompagné par Toñi Moreno et Sandra Barneda.
Nissy Lahr est la gagnante de cette deuxième et dernière saison.